# Luehdorfia japonica
Luehdorfia japonica es una especie de mariposas de la familia de los papiliónidos.

## Distribución
Esta especie se encuentra en Japón, China, Taiwán.